# Nastasia Ionescu
Nastasia Nichitov-Ionescu (Maliuc, 5 de marzo de 1954) es una deportista rumana que compitió en piragüismo en la modalidad de aguas tranquilas.
Participó en dos Juegos Olímpicos de Verano en los años 1976 y 1984, obteniendo una medalla de oro en Los Ángeles 1984 en la prueba de K4 500 m. Ganó seis medallas en el Campeonato Mundial de Piragüismo entre los años 1977 y 1983.

## Palmarés internacional
| Juegos Olímpicos   | Juegos Olímpicos             | Juegos Olímpicos  | Juegos Olímpicos |
| Año                | Lugar                        | Medalla           | Competición      |
| ------------------ | ---------------------------- | ----------------- | ---------------- |
| 1984               | Los Ángeles (Estados Unidos) | Medalla de oro    | K4 500 m         |
| Campeonato Mundial |                              |                   |                  |
| Año                | Lugar                        | Medalla           | Evento           |
| 1977               | Sofía (Bulgaria)             | Medalla de plata  | K2 500 m         |
| 1978               | Belgrado (Yugoslavia)        | Medalla de bronce | K2 500 m         |
| 1978               | Belgrado (Yugoslavia)        | Medalla de bronce | K4 500 m         |
| 1979               | Duisburgo (RFA)              | Medalla de bronce | K2 500 m         |
| 1979               | Duisburgo (RFA)              | Medalla de bronce | K4 500 m         |
| 1983               | Tampere (Finlandia)          | Medalla de bronce | K4 500 m         |